# Остап'юк Петро Олексійович
Петро Олексійович Остап'юк (нар. 19 серпня 1954, с. Велеснів, Україна) — український поет, педагог, громадський діяч. Член Національної спілки письменників України (з 2014).

## Життєпис
Петро Олексійович Остап'юк народився 19 серпня 1954 в селі Велесневі Монастириського району Тернопільської області, нині Україна.
Закінчив Львівський поліграфічний технікум (1973, нині поліграфічний коледж), філологічний факультет Львівського університету в 1981 році.
Працював складачем Вінницької обласної друкарні (1973); друкарем Львівського вищого військово-політичного училища (1975); майстром комбінату побутових послуг «Юність» (1975—1978, м. Львів); учителем Устя-Зеленської ЗОШ; директором Доброводської ЗОШ (1981—1983); інспектором шкіл Монастириського районного відділу освіти; заступником правління голови колгоспу «Дружба» в с. Велесневі (1984—1987); директором Дубенської ЗОШ; від 1998 — директор, учитель Велеснівської ЗОШ (усі — Монастириського району).
Зараз на творчій роботі.

## Творчість
Видав 4 збірки поезії: «Мелодії душі» (2005), «Торкаюся слова» (2010), «Велеснини» (2012), «Троянда під снігом» (2015).
Добірки поезій П. Остап'юка опубліковані в часописах «Дзвін», «Літературний Тернопіль», «Буковинський журнал», газеті «Слово Просвіти», інтернетвиданні «Port-folio».